# Arthur Numan
Arthur Numan, né le 14 décembre 1969 à Heemskerk, est un footballeur (défenseur) néerlandais.
Il a connu 45 sélections en équipe des Pays-Bas entre 1992 et 2002, le plus souvent au poste d'arrière latéral gauche. il a disputé deux phases finales de coupe du monde, en 1994 et 1998. Les deux fois, les Pays-Bas sont éliminés par le Brésil.

## Palmarès

### En club
- Champion des Pays-Bas en 1997 avec le PSV Eindhoven
- Champion d'Écosse en 1999, en 2000 et en 2003 avec les Glasgow Rangers
- Vainqueur de la Coupe des Pays-Bas en 1996 avec le PSV Eindhoven
- Vainqueur de la Coupe d'Écosse en 1999, en 2000, en 2002 et en 2003 avec les Glasgow Rangers
- Vainqueur de la Coupe de la Ligue écossaise en 1999, en 2002 et en 2003 avec les Glasgow Rangers
- Vainqueur de la Supercoupe des Pays-Bas en 1996, en 1997 et en 1998 avec le PSV Eindhoven
- Finaliste de la Coupe des Pays-Bas en 1998 avec le PSV Eindhoven

### EnÉquipe des Pays-Bas
- 45 sélections entre 1992 et 2002
- Participation à la Coupe du Monde en 1994 (1/4 de finaliste) et en 1998 (4e)
- Participation au Championnat d'Europe des Nations en 1996 (1/4 de finaliste) et en 2000 (1/2 finaliste)